# شكل تكعيبي
في الرياضيات، شكل تكعيبي هو متعددة حدود متجانسة من الدرجة الثالثة، وتحوي عدة متحولات.
{\displaystyle ax^{3}+3bx^{2}y+3cxy^{2}+dy^{3}}

## أمثلة
- منحنى إهليلجي
- شكل فيرما التكعيبي